# Atentado de Melbourne de 2017
El Atentado de Melbourne de 2017 fue un acto terrorista ocurrido en Melbourne, Australia el día 5 de junio de 2017 a las 17:41 horas local cuando la policía recibió una llamada alertando de una explosión. Fue llevado a cabo por un fanático islamista llamado Yacqub Khayre cuando este secuestro a una mujer dentro de un edificio departamental en el barrio de Birghton.
El hecho sucedió solo dos días después del atentado de Londres.

## Desarrollo
El atentado empezó cuando un hombre de origen somalí de 29 años de edad llamado Yaqcub Khayre entró a un edificio departamental en el barrio de Birghton, ubicado al sur de la ciudad australiana de Melbourne y tomo como rehenes a un hombre y una mujer dentro de dicho lugar.
Una llamada alerto a la policía de que en el lugar se había escuchado una explosión. Cuando la policía llegó al lugar de los hechos, encontraron al hombre muerto a tiros en el vestíbulo del departamento. Se supo que el terrorista estaba atrincherado con una mujer secuestrada dentro de uno de los departamentos por lo que la policía comenzó rápidamente a movilizarse para salvar a la mujer.
El yihadista negocio por varios minutos con la policía y alrededor de las 18:00 horas, este salió y disparó contra los policías que se encontraban fuera del edificio hiriendo a tres de ellos.
Antes de morir, el terrorista se comunicó por teléfono con la emisora de Tv Seven News de Melbourne precisando que había actuado "en nombre de Al Qaeda y Estado Islámico".
La policía australiana trato el hecho como un "incidente terrorista".
Pocas horas después de lo sucedido, el grupo terrorista Estado Islámico se adjudicó el ataque mediante la agencia de noticias Amaq.

## Perpetrador
El terrorista fue identificado como Yacqub Khayre de nacionalidad somalí de 29 años de edad. Este, había estado en prisión por robo violento en 2012 y se encontraba en libertad desde noviembre del año 2016. De igual manera, Khayre había sido vinculado en 2009 a los planes de atacar la base militar de Sídney, aunque fue absuelto por la justicia.

## Víctimas
Uno de los rehenes murió en el lugar del atentado, la víctima fue identificada como Nick Hao de 36 años de edad y nacido en China. Por otro lado, 3 policías resultaron heridos en un tiroteo con el atacante.

## Consecuencias
El atentado sucedió cerca del lugar de concentración de la Selección de fútbol de Argentina pero no conocieron lo sucedido sino hasta el día siguiente. Aun así, el hecho preocupó a la selección argentina y a la brasileña.